# Artëm Antoškin
Artëm Sergeevič Antoškin (in russo Артём Сергеевич Антошкин?; Belyj Jar, 17 dicembre 1993) è un giocatore di calcio a 5 russo.

## Carriera
Antoškin ha partecipato finora, con la nazionale russa, a un'edizione della Coppa del Mondo e a un campionato europeo.

## Palmarès
- Campionato russo: 1
Tjumen': 2018-19